# Federation of Visual Artists in Suriname
De Federation of Visual Artists in Suriname (FVAS) is een Surinaamse organisatie van kunstenaars en kunstpromotors.
De FVAS werd in 1998 opgericht en is actief in het organiseren van evenementen en educatieve projecten op het gebied van kunst. In Suriname is ze vooral actief met kunstprojecten. In 2012 ging ze bijvoorbeeld de samenwerking aan met de Nationale Kunstbeurs. Ook internationaal worden contacten onderhouden door exposities te organiseren in andere landen zoals Guyana of door het aangaan van uitwisselingsprogramma's van kunstenaars, zoals in Nederland en Duitsland.